# Лига Большого Лондона
Лига Большого Лондона (англ. Greater London League) — бывшая футбольная лига для клубов Лондона и его окрестностей. Она была образована в 1964 году в результате слияния Лондонской лиги и Этолийской лиги, после того как в предыдущем сезоне обе лиги провели совместный Кубок лиги, поскольку обе испытывали трудности с численностью участников.
Первоначально лига состояла из секций А и В, а в 1965 году была разделена на Премьер-дивизион и Первый дивизион. В 1967 году дивизионы были переименованы в Первый и Второй дивизионы. В результате сокращения числа клубов в сезоне 1969—1970 был сформирован единый дивизион. В конце сезона он потерял ещё один клуб, а в следующем сезоне он снова был разделен на две секции. В конце сезона 1970—1971 лига Большого Лондона объединилась с Метрополитен-лигой (которая потеряла несколько клубов, перешедших в Южную лигу), образовав Метрополитен-Лондонскую лигу.

## Список чемпионов
| Сезон   | Секция A         | Секция B         |
| ------- | ---------------- | ---------------- |
| 1964—65 | Итон Манор       | Шеппи Юнайтед    |
| Сезон   | Премьер-дивизион | Первый дивизион  |
| 1965—66 | Крей Уондерерс   | Хайфилд          |
| 1966—67 | Эппинг Таун      | Бэттерси Юнайтед |
| Сезон   | Первый дивизион  | Второй дивизион  |
| 1967—68 | Канви Айленд     | Уиллесден        |
| 1968—69 | Канви Айленд     | Пенхилл Стандарт |
| Сезон   | Чемпионы         | Чемпионы         |
| 1969—70 | Ист Хэм Юнайтед  | Ист Хэм Юнайтед  |
| Сезон   | Секция A         | Секция B         |
| 1970—71 | Форд Юнайтед     | Улисс            |

## Клубы-участники
За время существования лиги в неё входили такие клубы, как:
- Баркингсайд[англ.]
- Бэттерси Юнайтед
- Бекенхэм Таун[англ.]
- Бексли
- Брентстонианс
- BROB Барнет
- Канви Айленд[англ.]
- CAV Атлетик
- Chertsey Town F.C.[англ.]
- Чингфорд[англ.]
- Крей Уондерерс[англ.]
- Криттолл Атлетик
- Крокенхилл[англ.]
- Дил Таун[англ.]
- Ист Хэм Юнайтед[англ.]
- Эппинг Таун[англ.]
- Итон Манор[англ.]
- Фавершем Таун[англ.]
- Форд Юнайтед[англ.]
- Хэтфилд Таун[англ.]
- Хитсайд Спортс
- Гермес[англ.]
- Хайфилд[англ.]
- Лондон Транспорт[англ.]
- Мертон Юнайтед
- Пенхилл Стандарт
- Нортерн Политехник[англ.]
- Ройал Арсенал Спорт
- ROFSA
- Шеппи Юнайтед[англ.]
- Слейд Грин Атлетик
- Сноудаун Кольери Велфэр[англ.]
- Суонли Таун
- Танбридж Уэллс[англ.]
- Улисс[англ.]
- Вокинс
- Вест Таррок Атлетик[англ.]
- Уитстейбл Таун[англ.]
- Уиллсден[англ.]
- Вудфорд Таун[англ.]
- Вулидж Политехник[англ.]

Кроме того, первые команды некоторых клубов выступали в резервной секции лиги. К ним относятся:
- Алма Юнайтед
- Базилдон Юнайтед[англ.]
- Бридон Роупс[англ.]
- Бримсдаун Роверс[англ.]
- Критталл Спортс
- Ист Туррок Юнайтед[англ.]
- Истли Атлетик
- Грин и Сайли Вейр
- Гарольд Хилл[англ.]
- Харинги Боро[англ.]
- Индия и Миллуолл Док
- J&E Холл Спортс
- Мюирхед Спортс
- Пегасус
- Роленмилл
- Смитс Индастриз
- СТК Нью Саутгейт
- Уэлвин Гарден Сити[англ.]